# ニコロ・ダ・ポンテ

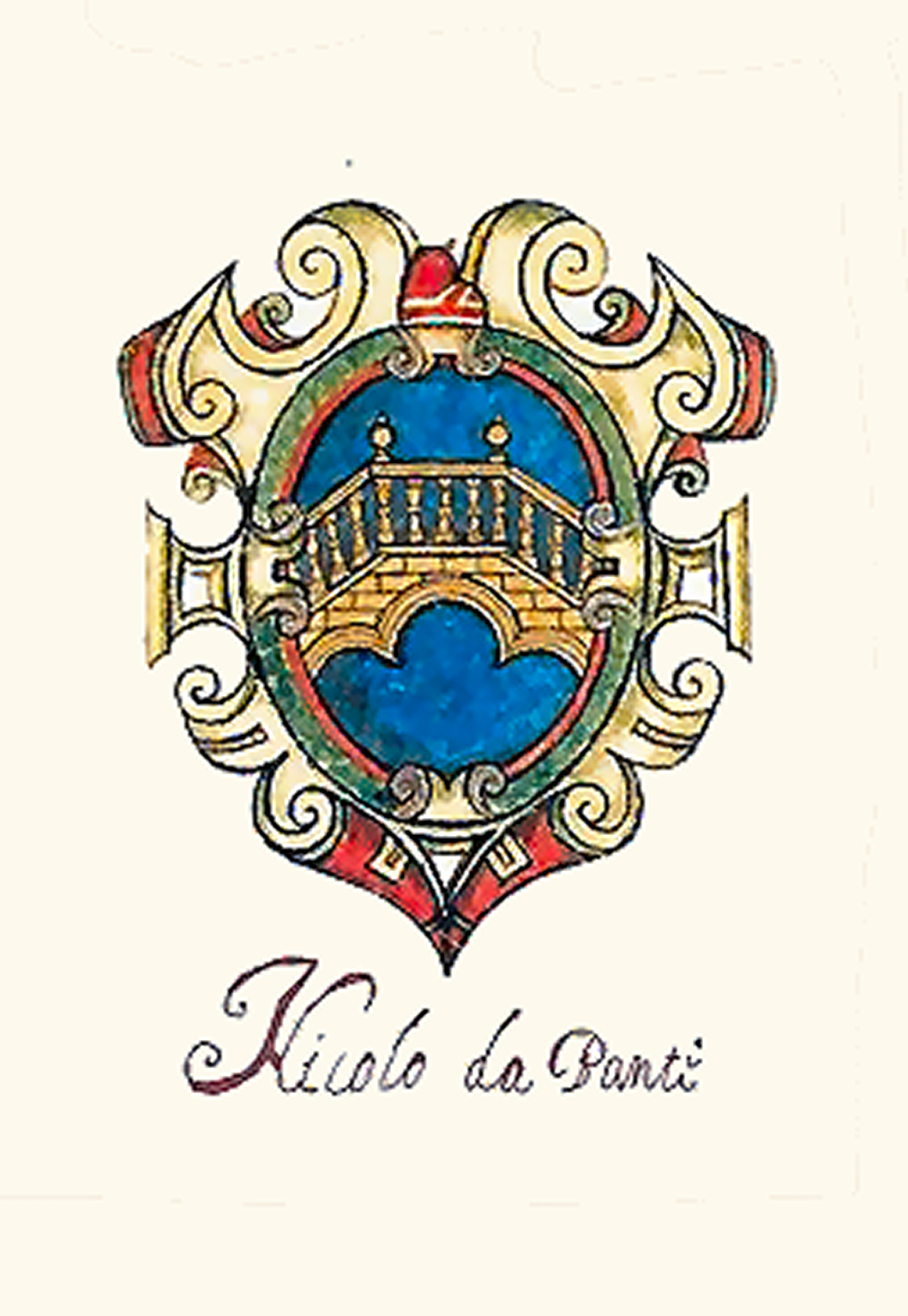
ポンテの紋章

ニコロ・ダ・ポンテ(イタリア語：Nicolò da Ponte)1491年1月15日～1585年7月30日)は、第87代ベネチア総督。
1578年から1585年まで勤め、概ね静かな時代だった。

## 生涯
1491年1月15日 、ベネチアの聖アグニーズにて、父アントニオ・ダ・ポンテと母レジーナ・スパンドリーノ(コンスタンティノープル出身)の間に生まれた。
ポンテ家はベネチア植民地のネグロポンテ王国(現在のギリシャのエヴィア島)に多くの資産を保有していたが、それがオスマン帝国に奪われた事で深刻な財政難に有った。
しかし、父がギリシャ系の妻と結婚した事は、ポンテ家が未だ東方との貿易を維持している事を意味した。
このような困難にもかかわらず、ニコロは素晴らしい教育を受けた。
有名なイグナシオ・ダンティを学友に持ち、哲学をパドヴァ大学で学んだ。
しかし恐らくカンブレー同盟戦争(1508年～1516年)の勃発によって、彼は卒業出来なかった。
他の多くのベネチア貴族のように、彼はクルスス・ホノルムを目指した。
彼はCollegio dei Saviに選ばれたが、すぐに退任した。
1512年～1530年の間には貿易で成功を収め、San Maurizioに豪華な宮殿を建て、15万ドゥカートを得たと推定される。
1514年に薬学博士号を授与された。
1520年、Arcangela Alvise Canalと結婚し、AntonioとPaulineの2人の子を得た。
1521年から2年間、Sebastian Foscariniの代わりにリアルトの学校で2年間哲学を教えた。
1558年、息子のAntonioが彼より早く亡くなった。
1570年、San Marcoの検察に就任した。
1578年3月3日、44票を得て接戦を制し、総督に就任した。
既に80代後半だったが、彼の活発な治世は7年に及んだ。
彼は多くの場所で反教権主義を明らかにした。
1581年～1582年の内乱で、10人会議が改革された。
1585年7月30日、彼は94歳で没し、甥で同名のNicolòに財産を譲った。
1590年、Paulineが子を持たずに亡くなり、Da Ponte家のこの家系は断絶した。